# The Saxonz

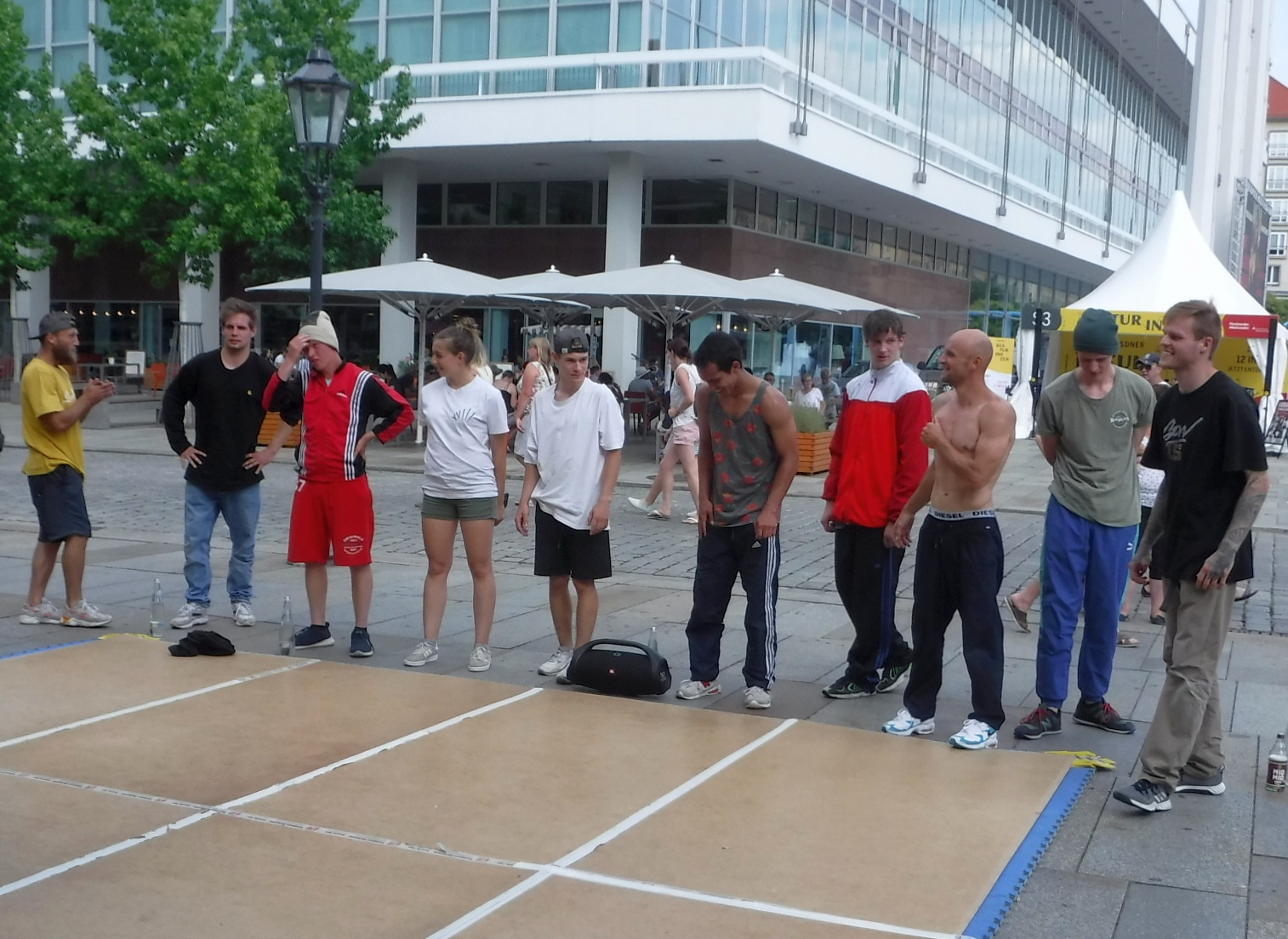
The Saxonz 2020

The Saxonz sind eine deutsche Breakdance-Gruppe, die sich im Jahr 2013 in Dresden aus drei regionalen Gruppen formiert hat.

## Geschichte
Um national und international erfolgreicher zu werden, schlossen sich im Januar 2013 drei regionale Gruppen aus Chemnitz, Dresden und Leipzig als The Saxonz zusammen. Die Formation siegte 2014, 2015 und 2019 beim deutschen Vorentscheid des Battle-of-the-Year-Turniers. 2016 erhielten The Saxonz den Kunstpreis der Hanna Johannes Arras Stiftung und haben weitere Preise in Frankreich und den Niederlanden gewonnen.
The Saxonz gingen Kooperationen mit unterschiedlichen Institutionen auch abseits der Breakdance-Szene ein, wie dem Festspielhaus Hellerau, der Semperoper und der Sächsischen Staatskanzlei. Der Imagefilm Life is a dance im Rahmen der Kampagne So geht sächsisch entstand 2015 und bekam einige Preise, darunter den für das Webvideo 2016 in der Kategorie Sport.
The Saxonz sind Initiatoren eigener Events wie dem „Double D-Town Battle“, der „XXL-Trainingssession“ und dem „Dance Off“ für die urbane sächsische Tanzszene. Die Formation tourte unter anderem durch Belgien, Großbritannien, Italien, Österreich, Russland, Südkorea, die Ukraine und die USA.
Zusammen mit anderen Gruppen aus dem Bereich des modernen Tanzes zogen The Saxonz 2020 an die Stadtgrenze zwischen Dresden und Radebeul in das 84´Til Tanzstudio. Der Name des Studios ist auch eine Reminiszenz an den Film Beat Street von 1984, der die Jugendbewegung der Breaker auch in der DDR bekannt machte.

## Mitglieder
The Saxonz bestehen aus etwa 13 Tänzern. Die Gründer Alexander Miller (Kelox), Felix Roßberg (Rossi) und Philip Lehmann (Lehmi) gehören der Gruppe weiter an. Miller (* 1989) studiert Choreografie an der Palucca Hochschule für Tanz Dresden und ist der künstlerische Leiter. Roßberg (* 1988, Physiotherapeut aus Deutschenbora) und Lehmann (* 1989) sind die sportlichen Leiter. 
Joanna Mintcheva von The Saxonz gehörte 2023 zu den acht Frauen und acht Männern des Bundeskaders für die Olympischen Sommerspiele 2024, bei denen Breaking erstmals olympische Disziplin wurde. Im April 2024 hatte der Dokumentarfilm 2Unbreakable von Maike Conway seine Premiere. Der Film begleitet u. a. Mintcheva auf dem Weg zu den Olympischen Spielen in Paris, an denen sie wegen einer Schwangerschaft schließlich nicht teilnahm.

## Engagement
Sehr wichtig ist The Saxonz die Nachwuchsförderung. So geben Felix Roßberg und Philip Lehmann  jede Woche Anfängerkurse für Kids und Jugendliche im Stadtteilzentrum „Emmers“ in Dresden-Pieschen. 2019 gründeten The Saxonz einen Verein mit den Zielen, den Nachwuchs zu fördern, Fördergelder zu erhalten und dazu beizutragen, dass Breakdance eine olympische Disziplin wird und The Saxonz an den Olympischen Sommerspielen 2024 teilnehmen können. Ein eigenes Tanzzentrum wurde am 1. November 2020 eingerichtet. 

## Auszeichnung
Im März 2023 erhielten The Saxonz den mit 5000 Euro dotierten Förderpreis der Landeshauptstadt Dresden. Zur Begründung schrieb die Jury: „The Saxonz [sind eine] Tanzcrew, die sich gemeinsame Ziele setzte und innerhalb weniger Jahre abseits klassischer Kunstnischen auf nationaler und internationaler Ebene diverse Erfolge erzielte. Durch verschiedene Kooperationen mit unterschiedlichen (Kultur-) Institutionen sind The Saxonz zu einem nachgefragten und bedeutenden Partner geworden. Ihre Verbindung von Breakdance und zeitgenössischen Tanz sowie ihre Offenheit für andere Genres schafft neue Impulse für die sächsische Tanz- und Breakingszene. Auch ihre Arbeit mit Kindern und Jugendlichen im Bereich kultureller Bildung ist immer geprägt von ihrem hohen künstlerischen Anspruch und gleichzeitig ihrer Begeisterungsfähigkeit, mit dem sie aktiv Nachwuchsförderung betreiben.“

## Erfolge (Auswahl)
- 2014: Sieg bei den The Notorious IBE für Lil' Twister von The Saxonz
- 2014: 1. Platz BOTY Germany
- 2015: 1. Platz BOTY Germany
- 2016: Kunstpreisträger der Hanna Johannes Arras Stiftung
- 2019: 1. Platz BOTY Germany
- 2019: 8. Platz International Germany 2019[10]

## Dokumentation
In den Jahren 2020 und 2021 drehte die Dokumentarfilmerin Maike Conway den dreiteiligen Dokumentarfilm Dance till you break als Mediathekprojekt für die ZDF-Sendereihe 37 Grad. Sechs der Tänzer und Tänzerinnen wurden über mehrere Monate während des Alltags, des Trainings und bei Auftritten begleitet. Darüber hinaus gewährt die Dokumentation Einblicke in das Erarbeiten von Master-Abschlussarbeiten an der Palucca Hochschule für Tanz Dresden. Der Film ist als O-Ton-Reportage, d. h. ohne Kommentar angelegt. Neben zahlreichen Tanzsequenzen gibt es viel Raum für lebensbezogene Reflexionen und Statements zur eigenen Rolle innerhalb der Tanzgruppe. Conway gibt an, dass sie schon seit 2015 eine Reportage über die Gruppe machen wollte. Für Dance till you break (Folge 2) erhielt Hauke von Stietencron den Deutschen Kamerapreis 2022 für den besten Schnitt in einer Dokumentation.